# Уряд Норвегії
Державна рада (норв. Statsrådet) — уряд Норвегії, офіційний вищий орган виконавчої влади Норвегії. Складається з міністрів, яких обирає прем'єр-міністр з-поміж кандидатів від політичної сили, що перемогла на парламентських виборах. Функціонує як колективний орган, який приймає рішення і втілює їх в життя. Рада одночасно виконує роль таємної ради при монархові країни.

## Діяльність
Уряд Норвегії виконує функції виконавчої влади, до сфери його функцій належить винесення законопроєктів і проєктів бюджету на обговорення до норвезького парламенту — Стортингу; реалізація законодавчих рішень Стортингу через діяльність відповідних профільних міністерств. До відання Державної ради, відповідно до Конституції, належить призначення та звільнення з посади вищої посадовців, помилування, церковні укази та ратифікація міжнародних угод.
Діяльність уряду базується на Конституції Норвегії, прийнятій 1814 року. Норвезька конституція є третьою за давністю серед основних законів сучасних держав, після конституцій Сан-Марино і США. Історичні події і запровадження парламентаризму і конституційної монархії 1884 року суттєво змінили роль короля, фактично віддавши усю повноту виконавчої влади прем'єр-міністру, що є головою парламентської більшості. Згідно зі статтею 3 Конституції Норвегії «уся повнота виконавчої влади в королівстві належить королю», але виражається вона у символічному жесті передачі влади новообраному прем'єр-міністру і формальному головуванні на засіданнях уряду. Той факт, що початкова редакція Конституції не була модифікована, щоб відображати політичну практику, є свідченням широко поширених консервативних поглядів і відсутністю бажання перегляду конституційних основ. Тобто політична практика в державі є певною мірою суспільним договором.

### Засідання
Засідання Державної ради скликаються щотижня, як правило, у п'ятницю о 11:00 в Королівському палаці, Осло. На цих засіданнях головує монарх Норвегії. Можуть скликатись позачергові засідання у випадку раптових змін у складі уряду, або народжень серед членів королівської родини. На засіданнях Державної ради, згідно зі статтею 35 Конституції держави, після досягнення 18-річного віку, може бути присутнім спадкоємець престолу. Чинний спадкоємець, кронпринц Хокон (норв. Haakon Magnus) бере участь у засіданнях і сидить поруч із батьком, королем Гарольдом V.
Стаття 30 Конституції Норвегії стверджує, що будь-який член Державної ради, якщо він вважає, що якесь рішення короля «суперечить формі правління, або законам королівства» зобов'язаний з «виступити проти такого рішення, а також змусити зробити відповідний запис в стенограмі, або письмових рішеннях такого засідання». З цієї причини всі рішення, прийняті в Державній раді, повинні бути письмово зафіксовані в офіційних документах.

### Рішення
Рішення Державної ради за традицією звуться «королівськими резолюціями» (норв. Kongelige resolusjoner), що мають відношення до рішення короля лише теоретично. Такі рішення потребують обов'язкового підпису прем'єра, а у військових питаннях — міністра оборони країни. Після чого резолюцію підписують усі члени Державної ради. Така процедура сформована щоб повністю зняти персональну відповідальність з короля за будь-які наслідки таких рішень, бо стаття 5 Конституції Норвегії стверджує, що «Особа короля священна. Він не може бути засуджений або звинувачений у будь-чому. Уся відповідальність лежить на його Раді».

### Членство
|  | Король сам обирає Раду з числа громадян Норвегії, які мають право голосу. Державна рада складається з прем'єр-міністра та принаймні 7 інших членів міністрів. Король розподіляє справи серед членів Державної ради, як він сам вважає за доречне. За надзвичайних обставин, окрім звичайних членів, король може обирати до ради інших громадян Норвегії, не членів парламенту. Чоловік і дружина, батьки та їх діти, або два брати, чи сестри ніколи не можуть бути обраними одночасно до Державної ради. |

Незважаючи на традиційну практику обрання міністрів з членів парламенту і збереження за ними депутатських мандатів, така вимога до членів кабінету не є обов'язковою. Однак після 1884 року існує формальна вимога підтримки членів кабінету законодавчою гілкою влади, що на практиці здійснюється через депутатський мандат. Окрім того члени кабінету повинні досягти віку 18 років, мати норвезьке громадянство, та належати до лютеранської норвезької церкви (норв. Den norske kirke), яка до 1969 року називалася «державною» (норв. Statskirken). До конституційної реформи 2012 року головою церкви офіційно був король Норвегії, а управління здійснювало міністерство у справах культури і церкви Норвегії. Вимога до конфесійної приналежності була скасована 2012 року. Проте при розгляді церковних питань, члени кабінету міністрів, що не належать до її пастви не повинні бути присутні. Прем'єр-міністр і міністр закордонних справ мають відносно незалежні міністерські посади і можуть діяти самостійно. Всі інші міністри виступають як очільники різних департаментів.

## Голова уряду
Номінальним головою уряду, як і країни, виступає монарх — король Гаральд V. Практично ж діяльністю уряду завідує прем'єр-міністр країни, з 14 жовтня 2021 року — Йонас Гар Стьоре (норв. Jonas Gahr Støre). Традиційно, заступником прем'єр-міністра виступає міністр закордонних справ — Іне Марі Еріксен Сорейде (норв. Ine Marie Eriksen Søreide). Проте згідно з королівським орданансом «Про старшинство та правонаступництво» (норв. Hoffrangreglementet) від 1 липня 1993 року, друге місце в ієрархії міністрів посідає міністр фінансів, а міністр закордонних справ — лише третє, четверта позиція закріплена за міністром сільського господарства та продовольства.

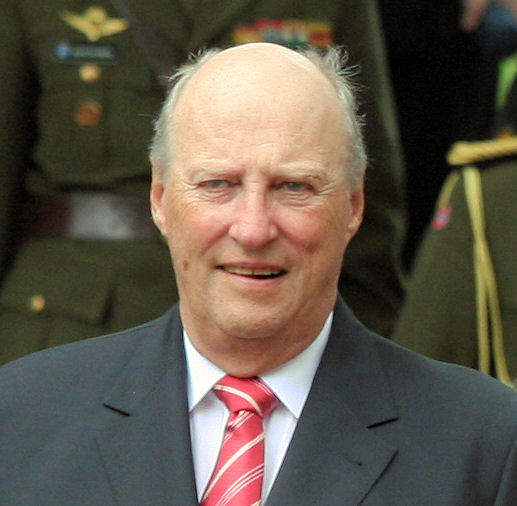
Король Гаральд V
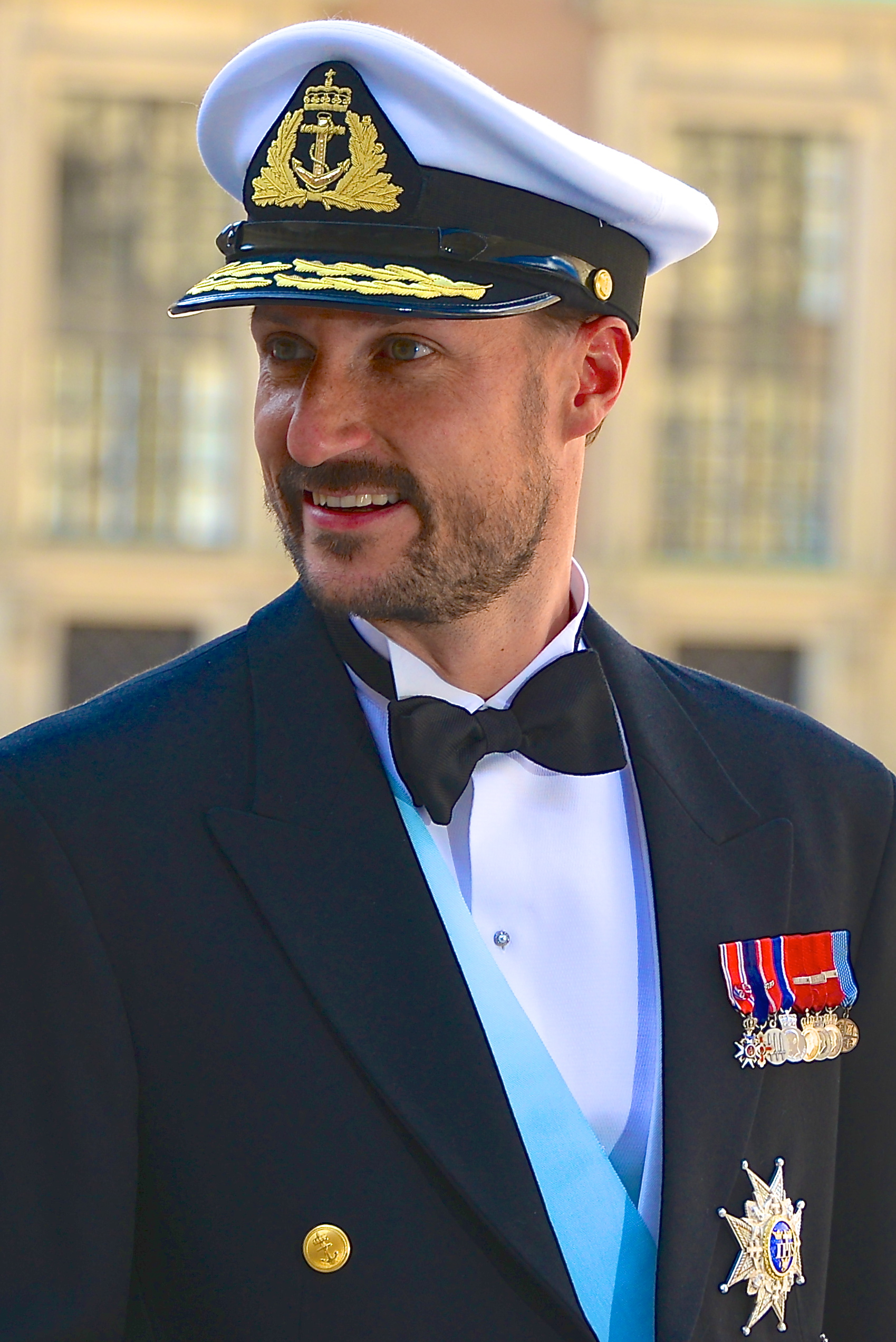
Крон-принц Хокон
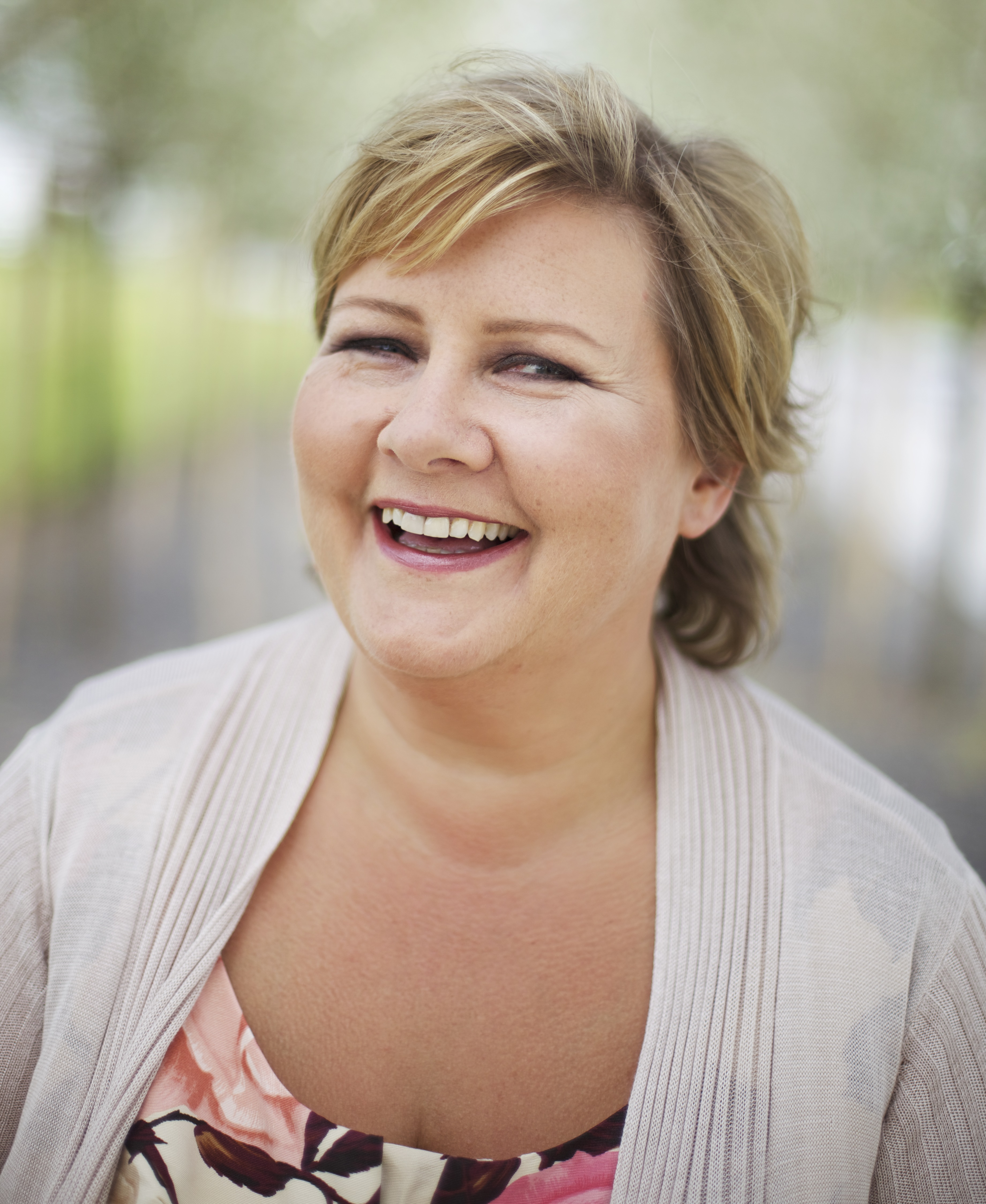
Прем'єр-міністр Ерна Сольберг
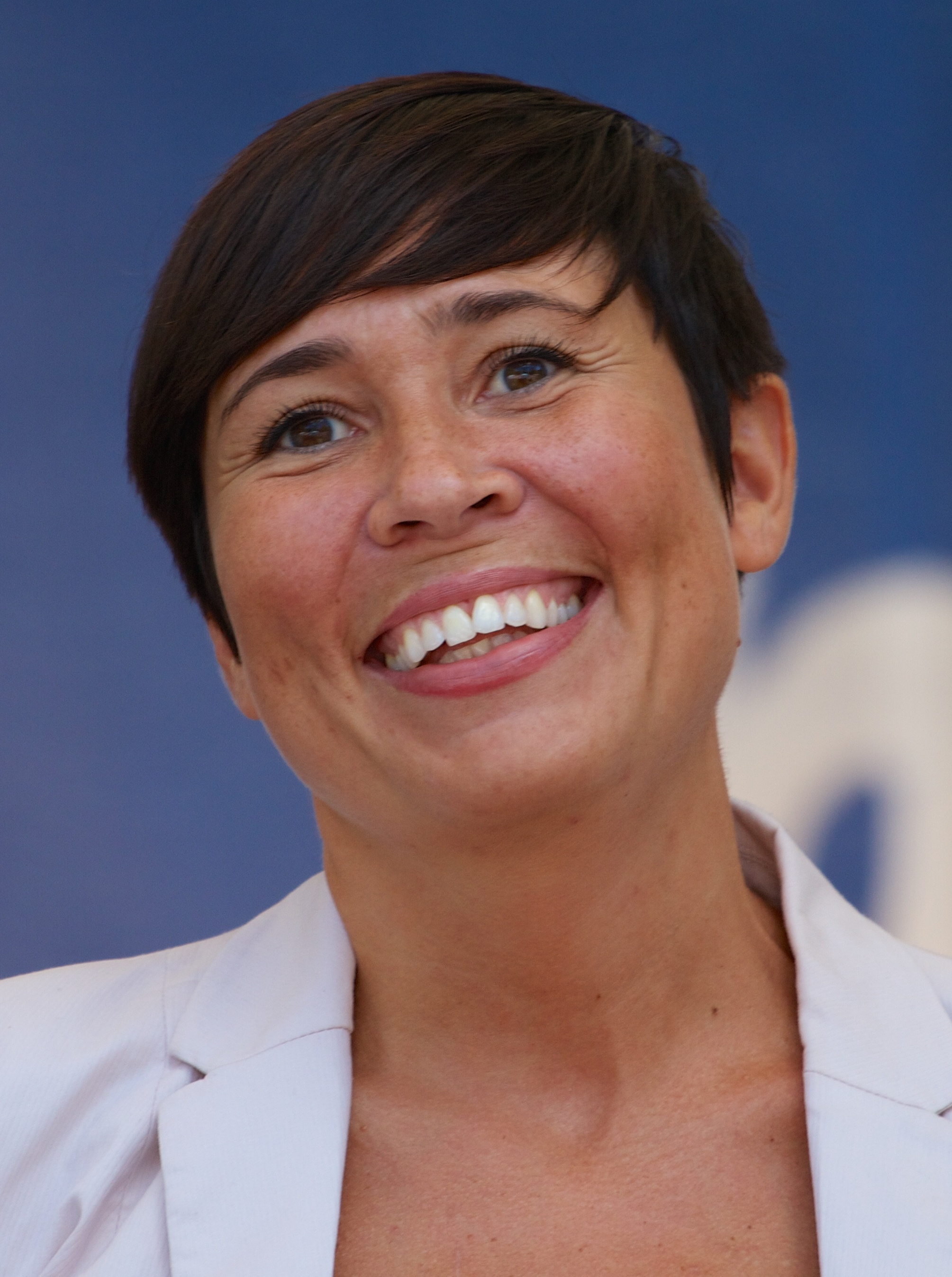
Міністр закордонних справ Іне Сорейде

## Кабінет міністрів
Чинний кабінет міністрів прем'єр-міністра Ерни Сольберг був призначений королем Норвегії Гаральдом V 16 жовтня 2013 року. Кабінет складається з 16 профільних міністерств та офісу прем'єр-міністра, 18 міністрів, що на два менше, ніж склад попереднього кабінету прем'єра Столтенберга. Коаліційний уряд утворено пропорційним розподілом місць згідно з результатами парламентських виборів. До складу уряду увійшли 11 міністрів від консервативної партії та 7 від прогресивної, що відображало численну кількість мандатів, отриманих на виборах до національного парламенту. У кабінеті портфелі були розподілені гендерно рівно, 9 чоловіків і 9 жінок; станом на початок 2018 року — 10 чоловіків і 11 жінок. Середній вік членів уряду — 43 роки. Шість міністрів мають економічну освіту, чотири за фахом — юристи, чотири — спеціалізуються у сфері гуманітарних та суспільних наук. 7 міністрів походять із Західної Норвегії, включно з пані Сільві Лістхауг, що наразі представляє Осло; 7 міністрів (включно з пані Лістхауг) представляють Східну Норвегію; 3 міністри представляють Треннелаг; 1 міністр — Північну Норвегію та 1 Південну. Сів Єнсен — єдина з міністрів, хто народився і виріс у столиці країни, місті Осло. 16 грудня 2015 року Ерна Солберг провела першу перестановку складу уряду. Кількість міністрів зросла з 18 до 20. Друга перестановка із заміною трьох міністерських посад відбулась 20 грудня 2016 року. Після парламентських виборів 2017 року відбулась третя ротація уряду, до його складу було включено трьох представників від парламентської меншості — ліберальної партії. Кількість міністрів зросла до 21.
| - Консерватори (Høyre, H)               | 11 |
| - Прогресисти (Fremskrittspartiet, FrP) | 7  |
| - Ліберали (Venstre, V)                 | 3  |
| - Робітнича (Arbeiderpartiet)           | 1  |

| Логотип                                                                                         | Міністерство                                                                               | Міністр                                              | Фото           | Час на посаді   | Час на посаді  | Партія    | Партія | Вебсайт                                           |
| ----------------------------------------------------------------------------------------------- | ------------------------------------------------------------------------------------------ | ---------------------------------------------------- | -------------- | --------------- | -------------- | --------- | ------ | ------------------------------------------------- |
|                                                                                                 | Міністерство освіти та досліджень (Kunnskapsdepartementet)                                 | Торбйорн Рое Ісаксен (Torbjørn Røe Isaksen)          |                | 16 жовтня 2013  | 17 січня 2018  |           | Høyre  |                                                   |
| Ян Торе Саннер (Jan Tore Sanner)                                                                | Міністерство освіти та досліджень (Kunnskapsdepartementet)                                 |                                                      | 17 січня 2018  | —               |                | Høyre     |        |                                                   |
| Іселін Нібе (Iselin Nybø) — міністр у справах вищої освіти і науки                              | Міністерство освіти та досліджень (Kunnskapsdepartementet)                                 |                                                      | 17 січня 2018  | —               |                | Venstre   |        |                                                   |
|                                                                                                 | Міністерство дітей та рівності (Barne- og likestillingsdepartementet)                      | Сольвейг Горне (Solveig Horne)                       |                | 16 жовтня 2013  | 17 січня 2018  |           | FrP    | [Архівовано 22 листопада 2014 у Wayback Machine.] |
| Лінда Катеріне Гофстад Геллеланд (Linda Catherine Hofstad Helleland)                            | Міністерство дітей та рівності (Barne- og likestillingsdepartementet)                      |                                                      | 17 січня 2018  | —               |                | Høyre     |        | [Архівовано 22 листопада 2014 у Wayback Machine.] |
|                                                                                                 | Міністерство закордонних справ (Utenriksdepartementet)                                     | Берге Бренде (Børge Brende)                          |                | 16 жовтня 2013  | 20 жовтня 2017 |           | Høyre  | [Архівовано 11 грудня 2014 у Wayback Machine.]    |
| Іне Марі Еріксен Сорейде (Ine Marie Eriksen Søreide)                                            | Міністерство закордонних справ (Utenriksdepartementet)                                     |                                                      | 20 жовтня 2017 | —               |                | Høyre     |        | [Архівовано 11 грудня 2014 у Wayback Machine.]    |
| Елізабет Аспакер (Elisabeth Aspaker) — міністр європейських справ і північної кооперації        | Міністерство закордонних справ (Utenriksdepartementet)                                     |                                                      | 16 грудня 2015 | 20 грудня 2016  |                | Høyre     |        | [Архівовано 11 грудня 2014 у Wayback Machine.]    |
| Франк Бакке-Єнсен (Frank Bakke-Jensen) — міністр європейських справ і північної кооперації      | Міністерство закордонних справ (Utenriksdepartementet)                                     |                                                      | 20 грудня 2016 | 20 жовтня 2017  |                | Høyre     |        | [Архівовано 11 грудня 2014 у Wayback Machine.]    |
| Меріт Бергер Ресланн (Marit Berger Røsland) — міністр європейських справ і північної кооперації | Міністерство закордонних справ (Utenriksdepartementet)                                     |                                                      | 20 жовтня 2017 | —               |                | Høyre     |        | [Архівовано 11 грудня 2014 у Wayback Machine.]    |
| Ніколай Аструп (Nikolai Astrup) — міністр міжнародного розвитку                                 | Міністерство закордонних справ (Utenriksdepartementet)                                     |                                                      | 17 січня 2018  | —               |                | Høyre     |        | [Архівовано 11 грудня 2014 у Wayback Machine.]    |
|                                                                                                 | Міністерство клімату та навколишнього середовища (Miljøverndepartementet)                  | Тіне Сундтофт (Tine Sundtoft)                        |                | 16 жовтня 2013  | 16 грудня 2015 |           | Høyre  |                                                   |
| Відар Гельгесен (Vidar Helgesen)                                                                | Міністерство клімату та навколишнього середовища (Miljøverndepartementet)                  |                                                      | 16 грудня 2015 | 17 січня 2018   |                | Høyre     |        |                                                   |
| Ула Ельвестун (Ola Elvestuen)                                                                   | Міністерство клімату та навколишнього середовища (Miljøverndepartementet)                  |                                                      | 17 січня 2018  | —               |                | Venstre   |        |                                                   |
|                                                                                                 | Міністерство культури (Kulturdepartementet)                                                | Турільд Відвай (Thorhild Widvey)                     |                | 16 жовтня 2013  | 16 грудня 2015 |           | Høyre  |                                                   |
| Лінда Катеріне Гофстад Геллеланд (Linda Catherine Hofstad Helleland)                            | Міністерство культури (Kulturdepartementet)                                                |                                                      | 16 грудня 2015 | 17 січня 2018   |                | Høyre     |        |                                                   |
| Трін Скай Гранде (Trine Skei Grande)                                                            | Міністерство культури (Kulturdepartementet)                                                |                                                      | 17 січня 2018  | 27 червня 2021  |                |           |        |                                                   |
| Любна Джаффрі (Lubna Jaffery)                                                                   | Міністерство культури (Kulturdepartementet)                                                |                                                      | 28 червня 2021 | —               |                | Робітнича |        |                                                   |
|                                                                                                 | Міністерство місцевого самоврядування та модернізації (Kommunal- og regionaldepartementet) | Ян Торе Саннер (Jan Tore Sanner)                     |                | 16 жовтня 2013  | 17 січня 2018  |           | Høyre  | [Архівовано 3 грудня 2013 у Wayback Machine.]     |
| Моніка Маленд (Monica Mæland)                                                                   | Міністерство місцевого самоврядування та модернізації (Kommunal- og regionaldepartementet) |                                                      | 17 січня 2018  | —               |                | Høyre     |        | [Архівовано 3 грудня 2013 у Wayback Machine.]     |
|                                                                                                 | Міністерство нафти та енергетики (Olje- og energidepartementet)                            | Торд Лієн (Tord Lien)                                |                | 16 жовтня 2013  | 20 грудня 2016 |           | FrP    |                                                   |
| Тер'є Совікнес (Terje Søviknes)                                                                 | Міністерство нафти та енергетики (Olje- og energidepartementet)                            |                                                      | 20 грудня 2016 | —               |                | FrP       |        |                                                   |
|                                                                                                 | Міністерство оборони (Forsvarsdepartementet)                                               | Іне Марі Еріксен Сорейде (Ine Marie Eriksen Søreide) |                | 16 жовтня 2013  | 20 жовтня 2017 |           | Høyre  | [Архівовано 21 листопада 2014 у Wayback Machine.] |
| Франк Бакке-Єнсен (Frank Bakke-Jensen)                                                          | Міністерство оборони (Forsvarsdepartementet)                                               |                                                      | 20 жовтня 2017 | —               |                | Høyre     |        | [Архівовано 21 листопада 2014 у Wayback Machine.] |
|                                                                                                 | Міністерство охорони здоров'я (Helse- og omsorgsdepartementet)                             | Бент Гоє (Bent Høie)                                 |                | 16 жовтня 2013  | —              |           | Høyre  |                                                   |
| Осе Мікельсен (Åse Michaelsen) — міністр у справах людей похилого віку й громадського здоров'я  | Міністерство охорони здоров'я (Helse- og omsorgsdepartementet)                             |                                                      | 17 січня 2018  | —               |                | FrP       |        |                                                   |
|                                                                                                 | Міністерство праці та соціального забезпечення (Arbeidsdepartementet)                      | Роберт Ерікссон (Robert Eriksson)                    |                | 16 жовтня 2013  | 16 грудня 2015 |           | FrP    | [Архівовано 10 січня 2012 у Wayback Machine.]     |
| Аннікен Гаугліє (Anniken Hauglie)                                                               | Міністерство праці та соціального забезпечення (Arbeidsdepartementet)                      |                                                      | 16 грудня 2015 | —               |                | Høyre     |        | [Архівовано 10 січня 2012 у Wayback Machine.]     |
|                                                                                                 | Міністерство продовольства і сільського господарства (Landbruks- og matdepartementet)      | Сільві Лістхауг (Sylvi Listhaug)                     |                | 16 жовтня 2013  | 16 грудня 2015 |           | FrP    | [Архівовано 20 листопада 2014 у Wayback Machine.] |
| Йон Георг Дал (Jon Georg Dale)                                                                  | Міністерство продовольства і сільського господарства (Landbruks- og matdepartementet)      |                                                      | 16 грудня 2015 | —               |                | FrP       |        | [Архівовано 20 листопада 2014 у Wayback Machine.] |
|                                                                                                 | Міністерство риболовлі та берегових справ (Fiskeri- og kystdepartementet)                  | Елізабет Аспакер (Elisabeth Aspaker)                 |                | 16 жовтня 2013  | 16 грудня 2015 |           | Høyre  |                                                   |
| Пер Сандберг (Per Sandberg)                                                                     | Міністерство риболовлі та берегових справ (Fiskeri- og kystdepartementet)                  |                                                      | 16 грудня 2015 | —               |                | FrP       |        |                                                   |
|                                                                                                 | Міністерство торгівлі та промисловості (Nærings- og handelsdepartementet)                  | Моніка Маленд (Monica Mæland)                        |                | 16 жовтня 2013  | 17 січня 2018  |           | Høyre  |                                                   |
| Торбйорн Рое Ісаксен (Torbjørn Røe Isaksen)                                                     | Міністерство торгівлі та промисловості (Nærings- og handelsdepartementet)                  |                                                      | 17 січня 2018  | —               |                | Høyre     |        |                                                   |
|                                                                                                 | Міністерство транспорту і зв'язку (Samferdselsdepartementet)                               | Кетіл Солвік-Ольсен (Ketil Solvik-Olsen)             |                | 16 жовтня 2013  | —              |           | FrP    |                                                   |
|                                                                                                 | Міністерство фінансів (Finansdepartementet)                                                | Сів Єнсен (Siv Jensen)                               |                | 16 жовтня 2013  | —              |           | FrP    | [Архівовано 13 березня 2018 у Wayback Machine.]   |
|                                                                                                 | Міністерство юстиції та державної безпеки (Justis- og beredskapsdepartementet)             | Андерс Анундсен (Anders Anundsen)                    |                | 16 жовтня 2013  | 20 грудня 2016 |           | FrP    |                                                   |
| Пер-Віллі Трудванг Амундсен (Per-Willy Trudvang Amundsen)                                       | Міністерство юстиції та державної безпеки (Justis- og beredskapsdepartementet)             |                                                      | 20 грудня 2016 | 17 січня 2018   |                | FrP       |        |                                                   |
| Сільві Лістхауг (Sylvi Listhaug) — міністр з питань міграції та інтеграції                      | Міністерство юстиції та державної безпеки (Justis- og beredskapsdepartementet)             |                                                      | 16 грудня 2015 | 17 січня 2018   |                | FrP       |        |                                                   |
| Сільві Лістхауг (Sylvi Listhaug)                                                                | Міністерство юстиції та державної безпеки (Justis- og beredskapsdepartementet)             |                                                      | 17 січня 2018  | 20 березня 2018 |                | FrP       |        |                                                   |
|                                                                                                 | Міністр офісу прем'єр-міністра Норвегії (Samordningsminister)                              | Відар Гельгесен (Vidar Helgesen)                     |                | 16 жовтня 2013  | 16 грудня 2015 |           | Høyre  | [Архівовано 20 листопада 2014 у Wayback Machine.] |

## Будівля

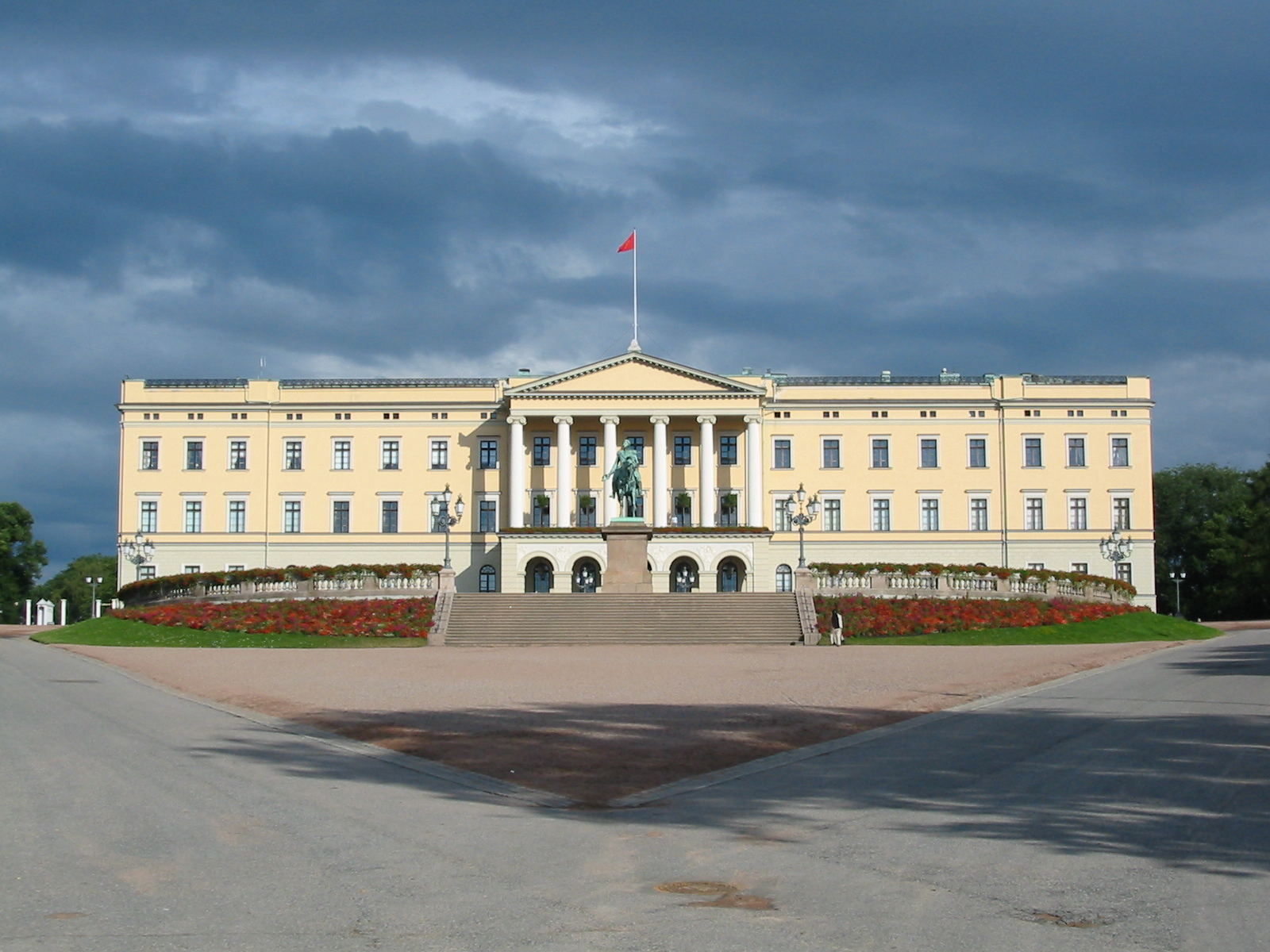
Королівський палац в Осло

Засідання Державної ради відбуваються в Королівському палаці в Осло, резиденції норвезького монарха, щотижня, як правило, у п'ятницю о 11:00. Палац почали зводити 1825 року як норвезьку резиденцію короля Швеції Карла XIV, оскільки на той час Норвегія була в унії зі Швецією. 1849 року відбулося офіційне урочисте відкриття резиденції.